# Hahnia schubotzi
Hahnia schubotzi är en spindelart som beskrevs av Embrik Strand 1913. Hahnia schubotzi ingår i släktet Hahnia och familjen panflöjtsspindlar. Inga underarter finns listade i Catalogue of Life.